# Charts
Charts, conosciuto anche come Calogero Bros, è stato un gruppo musicale francese, formato nel 1989 a Échirolles.

## Storia
Il gruppo è stato fondato da Charly (alias Calogero Maurici), da suo fratello Jacky (Gioacchino Maurici) e dai loro amici d'infanzia Francis (Francis Maggiulli) e Fred Mattia. Quest'ultimo lasciò il gruppo sei mesi dopo la sua creazione. Il gruppo è originario di Échirolles (vicino a Grenoble, in Francia).
La band si dissolse dopo il moderato successo del loro ultimo album, Changer.
Tutti i membri dei Charts continuarono poi con carriere soliste e con collaborazioni anche tra gli ex-membri come Calogero Bros. Calogero Maurici, conosciuto come Calogero, è un noto cantautore in Francia e può vantare un certo successo.

## Discografia

### Album
- 1989 - L'océan sans fond
- 1991 - Notre monde à nous
- 1994 - Hannibal
- 1995 - Acte 1
- 1997 - Changer

### Singoli
- "Je ris, je pleure", 1989
- "Je m'envole", 1990
- "L'océan sans fond", 1990
- "Notre monde à nous", 1992
- "Aime-moi encore", 1993
- "Hautbois dormant", 1993
- "Les moustiques", 1994
- "Libre enfin", 1995
- "Je m'envole (live)", 1995
- "Les Filles de l'aurore", 1995
- "Changer", 1997
- "Être humain", 1997

### Classifiche
- Acte 1 - #19 in Francia, #15 in Belgio[1]
- Je m'envole - #45 in Francia[2]
- Aime-moi encore - #13 in Francia[3]
- Je m'envole (live) - #37 in Francia[4]